# التماس برای تو
«التماس برای تو» (به انگلیسی: Beg for You) ترانه‌ای خواننده و ترانه‌سرای انگلیسی چارلی ایکس‌سی‌ایکس به‌همراهٔ خواننده ژاپنی رینا ساوایاما می‌باشد که در ۲۷ ژانویهٔ سال ۲۰۲۲ به‌عنوان سومین تک‌آهنگ از پنجمین آلبوم استودیویی ایکس‌سی‌ایکس تحت عنوان تصادف (۲۰۲۲) منتشر شد. این آهنگ از تک‌آهنگ «گریه برای تو» در سال ۲۰۰۶ توسط خواننده سوئدی سپتمبر و نیز ترانه «گریه نکن» از گروه دنس میلک اینک نمونه‌برداری شده‌است.

## موزیک ویدئو
تیزرهای پشت صحنه برای یک موزیک ویدئو توسط ساوایاما در تیک‌تاک ارسال شدند. موزیک ویدئو بعدها در ۱۱ فوریه سال ۲۰۲۲ منتشر شد.